# Kamperlijntje

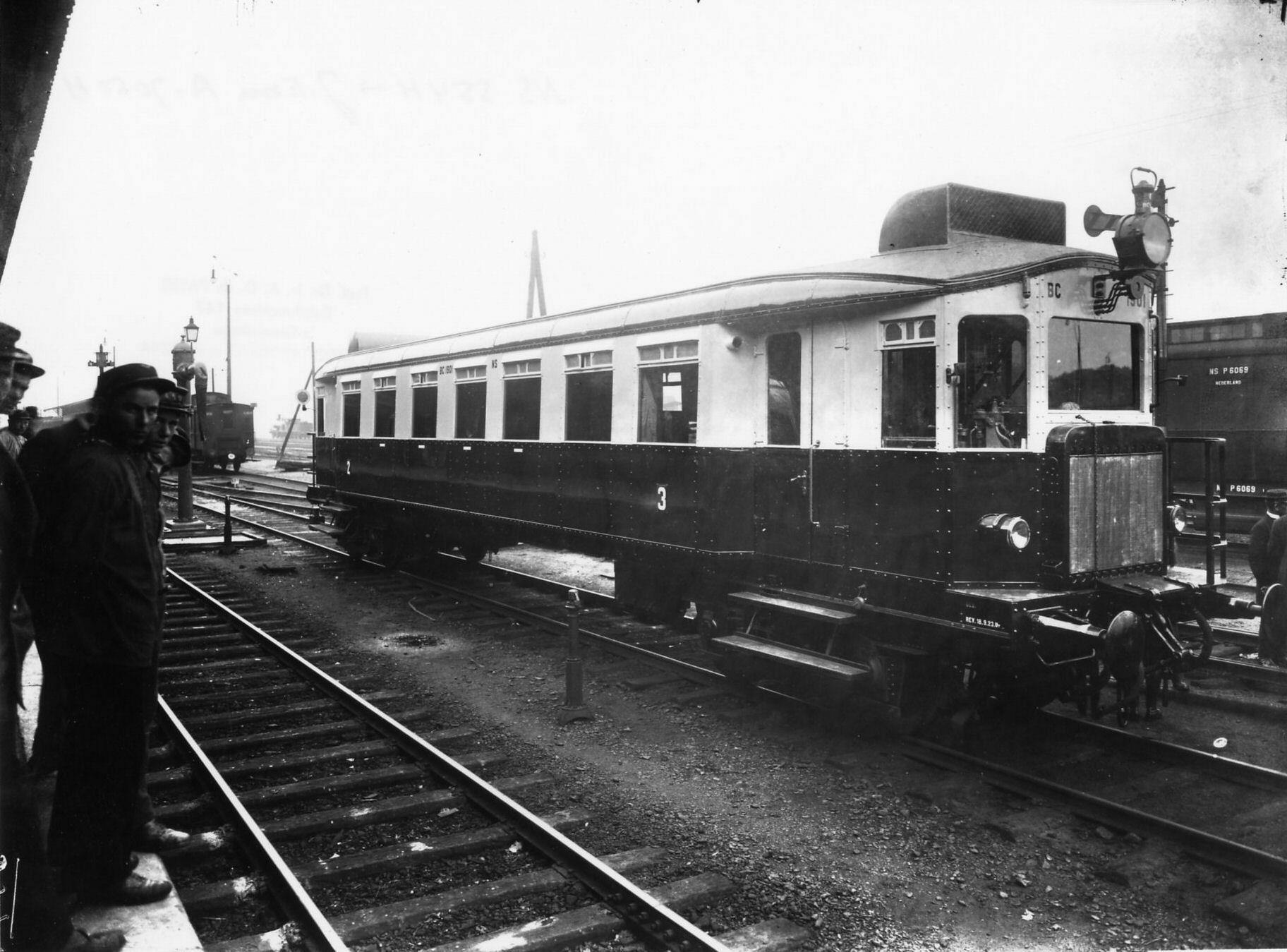
Benzine motorrijtuig nr. BC 1901 (serie omBC 1901-1903) van de N.S. voor het baanvak Zwolle – Kampen te Zwolle; tussen 1923 en 1930.

Het Kamperlijntje is een spoorlijn van Zwolle naar Kampen, een gedeelte van de spoorlijn Utrecht - Kampen, de Centraalspoorweg.
Het 13 kilometer lange traject telt drie stations: de eindpunten Zwolle en Kampen, en station Zwolle Stadshagen. De lijn wordt sinds 10 december 2017 geëxploiteerd door Keolis onder de naam Blauwnet (met treinstellen van het type Stadler FLIRT) en wordt mede gefinancierd door de provincie Overijssel en de gemeenten Zwolle en Kampen.
Vanaf 10 december 2017 zou het nieuwe tussenstation Zwolle Stadshagen opengaan. Door problemen met de bodem is het station uiteindelijk geopend op 15 december 2019.

## Geschiedenis
Het lijntje is oorspronkelijk aangelegd als onderdeel van de Centraalspoorweg, van Utrecht naar Kampen via Amersfoort en Zwolle. Het lijngedeelte Utrecht – Amersfoort – Hattem werd geopend in 1863, Hattem – Zwolle met de overbrugging van de IJssel in 1864. Doordat de Mastenbroekerpolder onder water was gelopen, werd het traject Zwolle – Kampen pas in 1865 in gebruik genomen. De kosten voor de aanleg werden deels gedragen door de Nederlandsche Centraal-Spoorweg-Maatschappij (NCS) en deels door de gemeente Kampen, die circa 300.000 gulden inlegde.
Voor deze som geld, die bijna de helft van de investeringen dekte, werd afgesproken dat de treinen uit Utrecht altijd door zouden lopen naar Kampen. Dit leverde in de praktijk problemen op, doordat men altijd op het station Zwolle zou moeten kopmaken. Dit was niet vreemd voor station Zwolle, dat tot de samenvoeging van de Staatsspoorwegen en NCS toch al een dubbel kopstation was, voor de richtingen Kampen – Utrecht NRS en Arnhem – Leeuwarden. Al snel werd de lijn gesplitst in twee aparte delen: Kampen – Zwolle en Zwolle – Utrecht. In 1930 reden er op het lijntje per dag 50 treinen in beide richtingen tussen de Hanzesteden.
Tussen 1923 en 1940 deden er benzinetreinen dienst tussen Kampen en Zwolle, waarvoor onder andere de motorwagens serie serie omBC 1901-1903 werden ingezet.
De scheiding van de treindiensten werd onomkeerbaar toen de lijnen geëlektrificeerd werden: in 1942 Utrecht – Amersfoort en in 1952 Amersfoort – Zwolle. Het Kamperlijntje werd niet geëlektrificeerd en de stoomtreinen werden vervangen door dieseltreinen. Vanaf de komst van Plan X in 1953 reden de Blauwe Engelen op deze lijn, na buitendienststelling hiervan kwam Plan U. Sinds 1998 werden zij opgevolgd door Dieselmaterieel '90 (tot 2017).
Tussen 1960 en 1964 werd het Zwolle-IJsselkanaal gegraven, waarover een stalen vollewand-liggerbrug werd gebouwd.
In 2013 werd de stamlijn Zwolle Katwolde naar bedrijventerrein Voorst in Zwolle opgebroken.
De lijn werd in 2017 geëlektrificeerd, wat een hogere snelheid mogelijk had moeten maken. Sinds 10 december 2017 wordt de lijn door Keolis geëxploiteerd onder de naam Blauwnet.
Tijdens de elektrificatie werd station Zwolle Stadshagen gebouwd. Begin december, nog voor ingang van de nieuwe dienstregeling, bleek bij proefritten dat de ondergrond van het spoor niet geschikt is voor de hogere snelheid van 140 km/h. Om met de lagere snelheid van 100 km/h toch binnen de dienstregeling te blijven werd in eerste instantie besloten dat de geplande extra stop te Zwolle Stadshagen voorlopig zou vervallen. Uiteindelijk werd het toch mogelijk om op station Zwolle Stadshagen te stoppen. Sinds 15 december 2019 is het station in de dienstregeling opgenomen. De reistijd tussen de stations Kampen en Zwolle blijft 10 minuten, waardoor de treinen in dezelfde omloop konden blijven rijden.

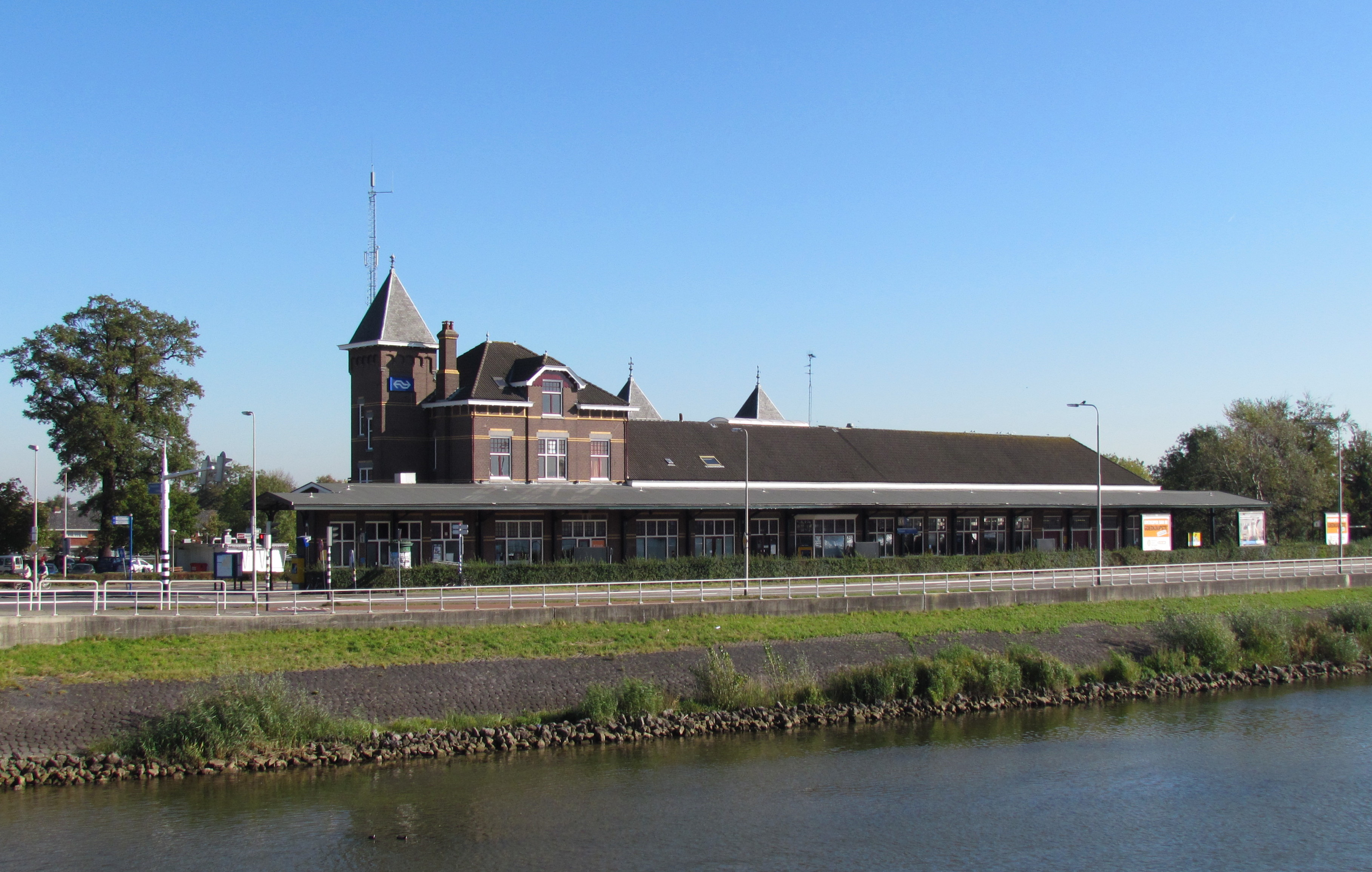
Station Kampen, gezien vanaf de IJssel.
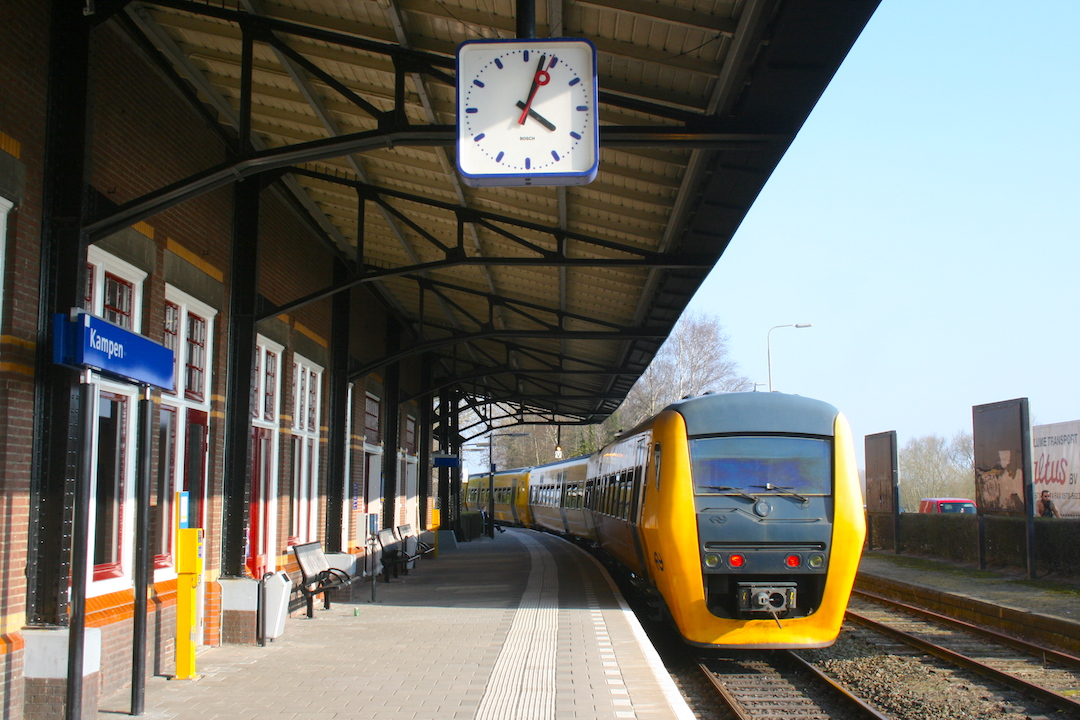
Dieselmaterieel '90 vertrekt uit Kampen naar Zwolle; 23 maart 2012.
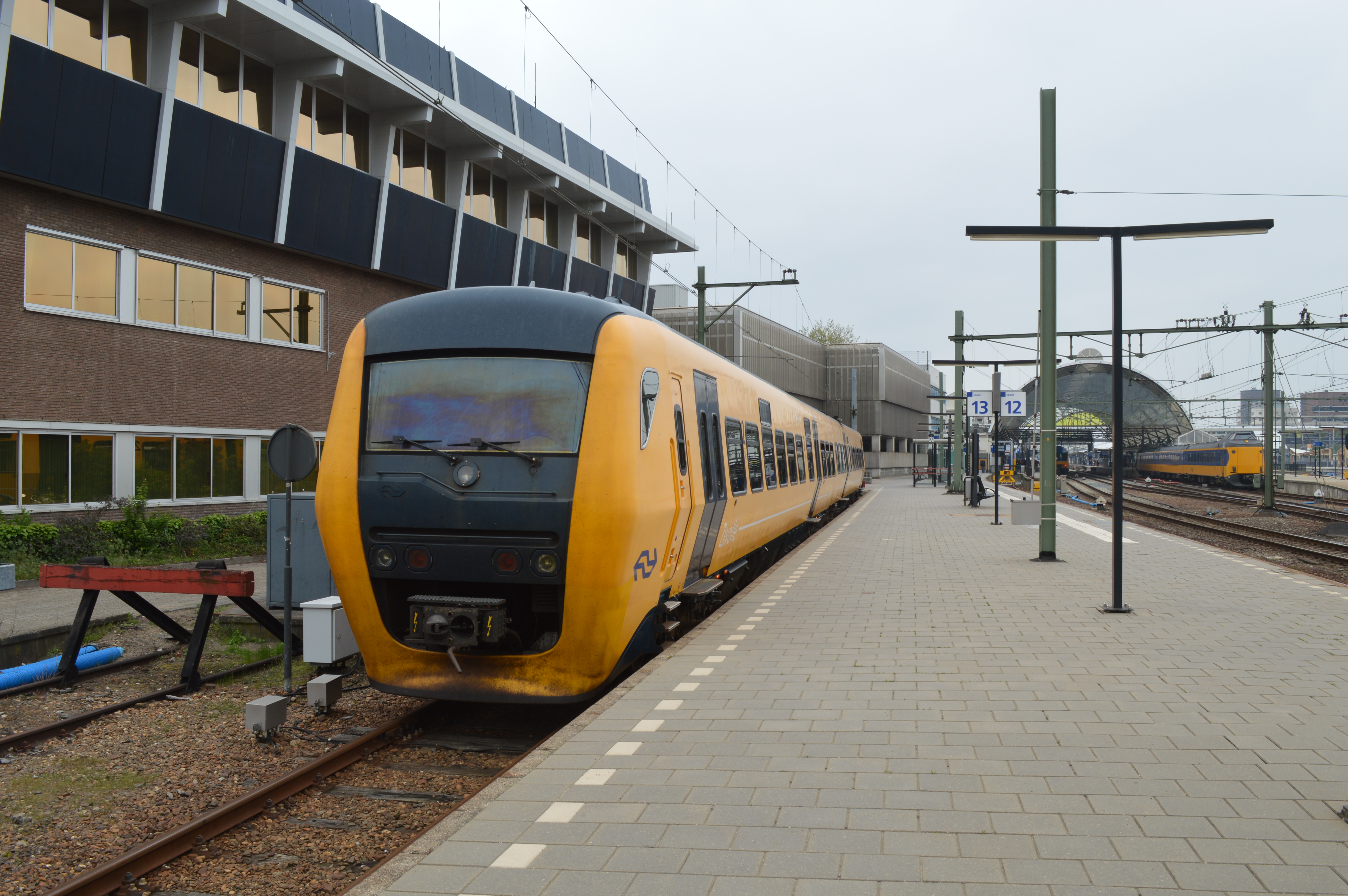
Een Buffel op spoor 13 in Zwolle; 19 mei 2013.
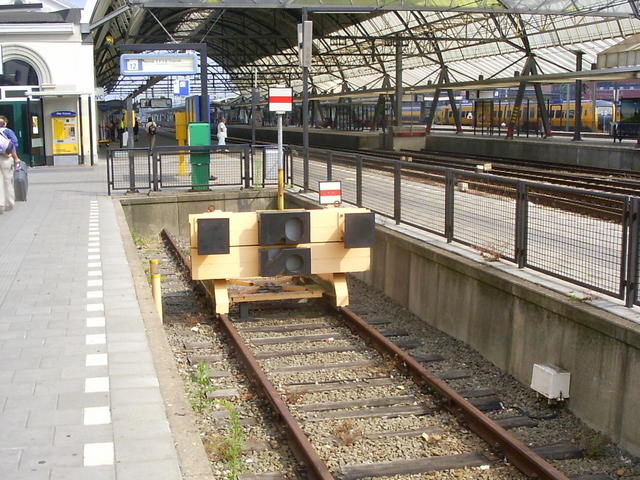
Einde van Kamperlijntje in Zwolle (spoor 12).
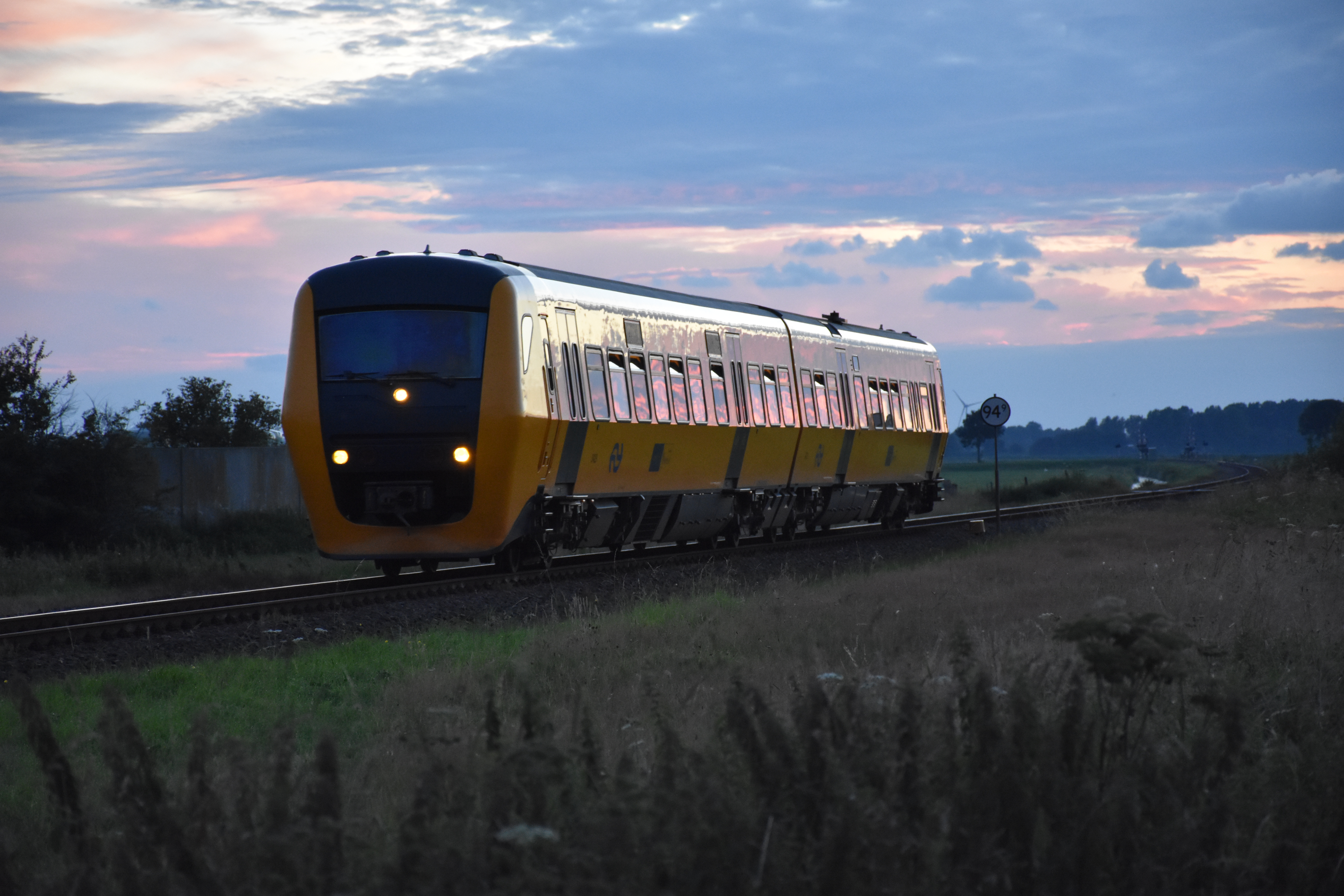
Een Buffel op Kamperlijntje.
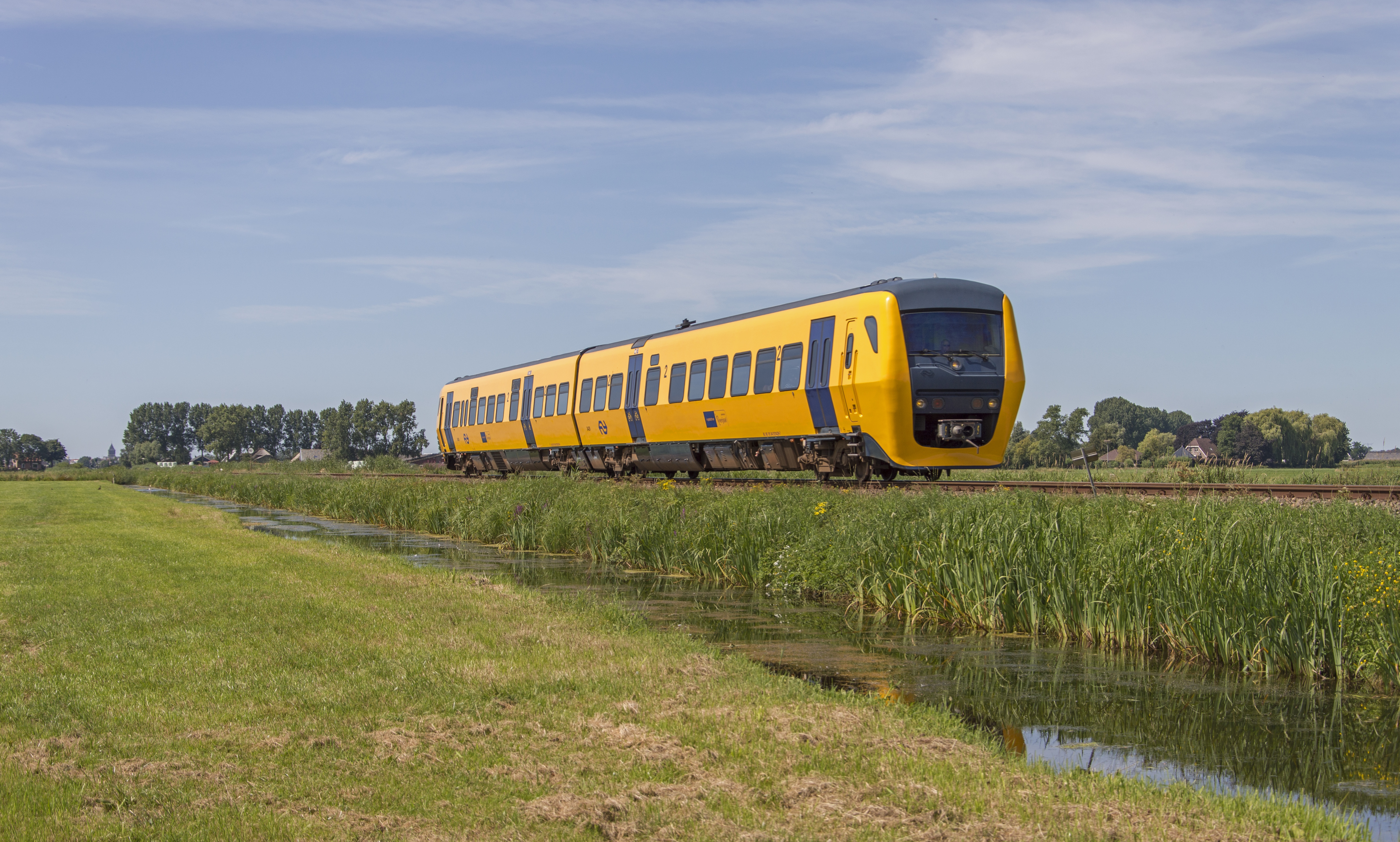
Door het landschap van IJsselmuiden rijdt NS DM'90 3429 als trein 8548 van Kampen naar Zwolle; 9 augustus 2015.

## Haltes
De trein vertrekt op station Zwolle vanaf de onoverdekte sporen 12 en 13 aan de westkant van het stationscomplex. In het andere eindpunt Kampen staan de treinen ongeveer vier minuten bij het oude monumentale station Kampen, dat het perron deels overkapt. Het had tot 2017 twee sporen, maar het tweede spoor was al lang niet meer in gebruik. In de tijd van stoomtractie werd het nog wel gebruikt, het perron ervan was zelfs overkapt. Het stationsgebouw heeft een stationshal, die niet meer wordt gebruikt. Er is een Kiosk-winkel in de vroegere stationsrestauratie naast de stationshal.
Tot 1933 stopte de trein bij de halte Mastenbroek en van 1900 tot de demping van een deel van de Willemsvaart in 1970 - bij de halte Zwolle Veerallee.

## Toekomstplannen
Over de toekomst van het Kamperlijntje is veel discussie geweest. Door het vertrek van onderwijsinstellingen uit Kampen naar Zwolle werd verwacht dat het lijntje minder zou worden gebruikt. Ook werd aangenomen dat door de komst van station Kampen Zuid aan de Hanzelijn het aantal reizigers verder zou dalen. De gemeente Zwolle wilde echter het lijntje met twee haltes uitbreiden en ook werd gesproken over een tweede halte in Kampen / IJsselmuiden. De dienst zou dan uitgevoerd gaan worden met lighttrains of sneltrams.
Het idee van ingenieursbureau Arcadis en RVDB/Lightrail.nl om de spoorlijn te vertrammen werd door ProRail onderscheiden met de jaarlijkse innovatieprijs. Volgens de combinatie zouden op een aantal regionale trajecten de zware en dure treinen beter vervangen kunnen worden door goedkopere sneltrams. Doordat ze lichter zijn en sneller kunnen optrekken, kunnen er meer stops gemaakt worden. Daarnaast zijn nieuwe haltes beter inpasbaar in de omgeving en zou er een mogelijkheid zijn de lijn eventueel door de trekken naar de binnenstad van Zwolle en/of Kampen.
De stuurgroep Bereikbaarheid Zwolle – Kampen steunde de plannen en begin 2009 maakten de provincie Overijssel, de gemeenten Zwolle en Kampen en ProRail bekend dat er in 2012 een elektrische regiotram zou rijden op het Kamperlijntje. Er zou elk kwartier een tram gaan rijden tussen Zwolle en Kampen die zou stoppen bij vijf nieuwe haltes.
In 2010 liep de bestaande concessie af en vervolgens werd geprobeerd de exploitatie aan te besteden. Dit mislukte echter tot twee keer toe. Op 30 november 2011 bleek dat Gedeputeerde Staten van Overijssel twee kansloze inschrijvingen op de Europese aanbesteding hadden ontvangen. Daarmee bevonden de plannen zich voor onbepaalde tijd in een impasse.
De toekomst van het Kamperlijntje was door het mislukken van de aanbesteding onzeker geworden. De oude treinverbinding tussen Kampen en Zwolle zou vervallen zodra de Hanzelijn klaar zou zijn, maar zolang er nog geen alternatief was bleef het lijntje in gebruik. De provincie maakte in september 2012 bekend dat een nieuw onderzoek zou worden ingesteld naar de meest geschikte exploitatievorm. Op 29 november 2012 werd bekend dat de provincie Overijssel en NS waren overeengekomen om nog drie jaar op basis van de bestaande concessie met treinen verder te rijden.
Een in augustus 2013 gepubliceerd nieuw onderzoek, uitgevoerd door adviesbureau Goudappel Coffeng, toonde aan dat in plaats van een tram beter een elektrische trein op het Kamperlijntje zou kunnen gaan rijden. Met een verhoging van de maximum baanvaksnelheid van 100 km/h naar 140 km/h en de aanleg van extra passeersporen en haltes bij Zwolle Stadshagen en Kampen Oost zou vier keer per uur gereden kunnen worden. Hiervoor zouden drie elektrische treinstellen benodigd zijn.
Sinds de opening van de Hanzelijn in december 2012 is het aantal reizigers op het Station Kampen minder afgenomen dan verwacht, terwijl het aantal reizigers op het nieuwe station Kampen Zuid lager is dan verwacht. De oude lijn is dus nog steeds de belangrijkste spoorverbinding met Kampen.

## Elektrificatie en vernieuwing
In januari 2014 stelden de Gedeputeerde Staten van Overijssel en B&W van de gemeenten Zwolle en Kampen aan de Provinciale Staten en raden voor om het Kamperlijntje een treinverbinding te laten blijven. Met de keuze voor de trein krijgt de spoorlijn tussen Zwolle en Kampen een flinke opknapbeurt door elektrificatie van de lijn, de aanleg van haltes en een hogere frequentie. De uitbreiding vond in verschillende fases plaats. In 2017 werd de lijn geëlektrificeerd, er kwam een halte in Stadshagen en een tunnel voor het autoverkeer ter hoogte van de nieuwe halte. De baanbaksnelheid ging omhoog van 100 naar 140 km/h. De nieuwe concessie voor het Kamperlijntje samen met de lijn Zwolle – Enschede heeft een looptijd van 15 jaar en ging december 2017 van start. In de tussentijd werden zowel het traject Zwolle – Kampen als het traject Zwolle – Wierden geëlektrificeerd. Op 16 juni 2015 werd bekend dat Syntus de aanbesteding had gewonnen van NS en Arriva.
Op 2 juli 2016 werd bekend dat de spoorbaan onder het viaduct van de Hasselterweg in Zwolle (gebouwd in 2007-2008) moest worden uitgediept omdat het viaduct niet hoog genoeg lag voor de bovenleiding. Volgens een woordvoerder van de gemeente dateerden de eerste schetsen van het viaduct uit 2006, toen er nog sprake was van een tram.
Op 12 januari 2017 vond de officiële start plaats van de werkzaamheden aan de Kamperlijntje opdat in december 2017 de elektrische treinen kunnen gaan rijden.
Het Kamperlijntje was van 5 juni tot 28 augustus 2017 buiten dienst, gedurende deze periode reed er een vervangende busdienst. In juni 2017 startten de grote werkzaamheden aan het 13 kilometer lange spoortraject met de plaatsing van onder andere 200 bovenleidingmasten en het vernieuwen van ballast, dwarsliggers en spoorstaven. Vanaf 28 augustus reden er weer treinen over het traject, tot 9 december nog NS-dieseltreinen en vanaf 10 december 2017 elektrische treinen van Keolis.
Onderzoek heeft uitgewezen dat de ondergrond zo slap is dat die bij hogere snelheid een soort boeggolf creëert, waardoor het rijden met hoge snelheden vrijwel onbetaalbare grondwerken met zich meebrengt. In het voorjaar van 2018 werd door ProRail en Keolis gezocht naar mogelijkheden om station Stadshagen toch te kunnen bedienen. Het station werd uiteindelijk officieel geopend op 15 december 2019.